# Баешова, Ажар Коспановна
Ажар Коспановна Баешова (род. 1951, Северо-Казахстанская область) — педагог, учёный, доктор технических наук, профессор, Лауреат Государственной премии Казахстана в области науки, техники и образования.

## Биография
Родилась 1 июня 1951 года в Северо-Казахстанской области.
В 1969 году окончила Городецкую среднюю школу с золотой медалью и поступила на химический факультет КазГУ им. С. М. Кирова.
В 1976—1979 годах училась в аспирантуре КарГУ под руководством Е. А. Букетова.
В 1986 году защитила кандидатскую диссертацию. В 2002 году защитила докторскую диссертацию на тему «Электрохимические методы извлечения металлов и халькогенов при поляризации переменным током». В 2003 году за работу «Электрохимические методы и технологии получения новых биологически активных веществ, соединений металлов и их ультрадисперсных порошков на основе природного сырья Казахстана» в соавторстве была удостоена Государственной Премии РК в области науки, техники и образования.

## Трудовая деятельность
1. 1974—1976 — стажёр-исследователь в Карагандинском государственном университете
2. 1979—1983 — химик-исследователь в Карагандинском государственном университете
3. 1983—1988 — старший научный сотрудник в Карагандинском государственном университете
4. 1988—1991 — преподаватель и старший преподаватель кафедры неорганической химии в Карагандинском государственном университете
5. 1991—2005 — работала в МКТУ им. Х. А. Яссави в должностях доцента (1991—1995), заведующей кафедрой общей химии и химической экологии (1995—2002), профессора (2002—2003), декана экологического факультета (2003—2005), заместителя директора Кентауского института МКТУ им. Х. А. Яссави (февраль 2005 — сентябрь 2005).
6. С сентября 2005 года профессор КазНУ им. Аль-Фараби

## Научные, литературные труды
Автор более 600 научно-методических трудов, в том числе 3 монографии, более 100 авторских свидетельств СССР и патентов РК, более 20 учебных и учебно-методических пособий. Под руководством А. К. Баешовой защищено 4 кандидатских, более 35 магистерских диссертации. Ею развито новое научное направление в области электрохимии — это электродные процессы, протекающие под действием промышленного переменного тока.
• Некоторые работы:
- Электрохимические методы и технологии получения новых биологически активных веществ, соединений металлов и их ультрадисперсных порошков на основе природного сырья Казахстана
- Электрохимическое поведение титана при поляризации переменным током в водных растворах серной кислоты
- Особенности поведения цинкового порошка в масляном защитном покрытии стали
- Формирование порошков меди в анодном и катодном полупериодах промышленного переменного тока
- Формирование ультрадисперсных порошков селена на титановом электроде в двух полупериодах промышленного переменного тока
- Химия и технология минеральных удобрений : Учебное пособие. КазНУ им. аль-Фараби. — 2-е изд., доп. перераб. — Алматы

• Патенты
1. «Гидродинамический насос» Номер полезной модели: 1760 (Соавтор)
2. «Способ получения ультрадисперсного порошка меди» Номер полезной модели: 1600 (Соавтор)
3. «Способ предотвращения взрыва газов в замкнутом пространстве» Номер инновационного патента: 31258 (Соавтор)
4. «Химический источник тока» Номер инновационного патента: 31177 (Соавтор)
5. «Способ получения сульфата меди (II)» Номер инновационного патента: 29851 (Соавтор)
6. «Способ получения иодида меди (I)» Номер инновационного патента: 29830 (Соавтор)
7. «Электрохимический способ получения полисульфидов щелочных металлов» Номер инновационного патента: 29115 (Соавтор)
8. «Устройство для транспортировки электрической энергии» Номер инновационного патента: 28942 (Соавтор)
9. «Электрохимический преобразователь тепловой энергии в электрическую» Номер инновационного патента: 28382 (Соавтор)
10. «Способ получения порошка меди» Номер инновационного патента: 28344 (Соавтор)
11. «Электрохимический способ получения полисульфида натрия» Номер инновационного патента: 28327 (Соавтор)
12. «Электрохимический способ получения медного порошка» Номер инновационного патента: 28225 (Соавтор)
13. «Способ получения раствора моносульфида натрия» Номер инновационного патента: 28224 (Соавтор) и др.

## Награды и премии
1. Лауреат Государственной премии РК в области науки, техники и образования (2003)[1]
2. Лауреат премии имени академика Е. А. Букетова (2007)[2]
3. Академик МАИН (2008)
4. Лучший преподаватель ВУЗа (2013)
5. Диплом европейского качества (Diploma diMerito) и Европейской золотой медалью (Европейская Научно-промышленная палата, 2013)[3]
6. Знак «За заслуги в области Образования РК»